# Primula megaseifolia
Primula megaseifolia är en viveväxtart som beskrevs av Pierre Edmond Boissier och Benedict Balansa. Primula megaseifolia ingår i vivesläktet som ingår i familjen viveväxter. Inga underarter finns listade i Catalogue of Life.

## Bilder

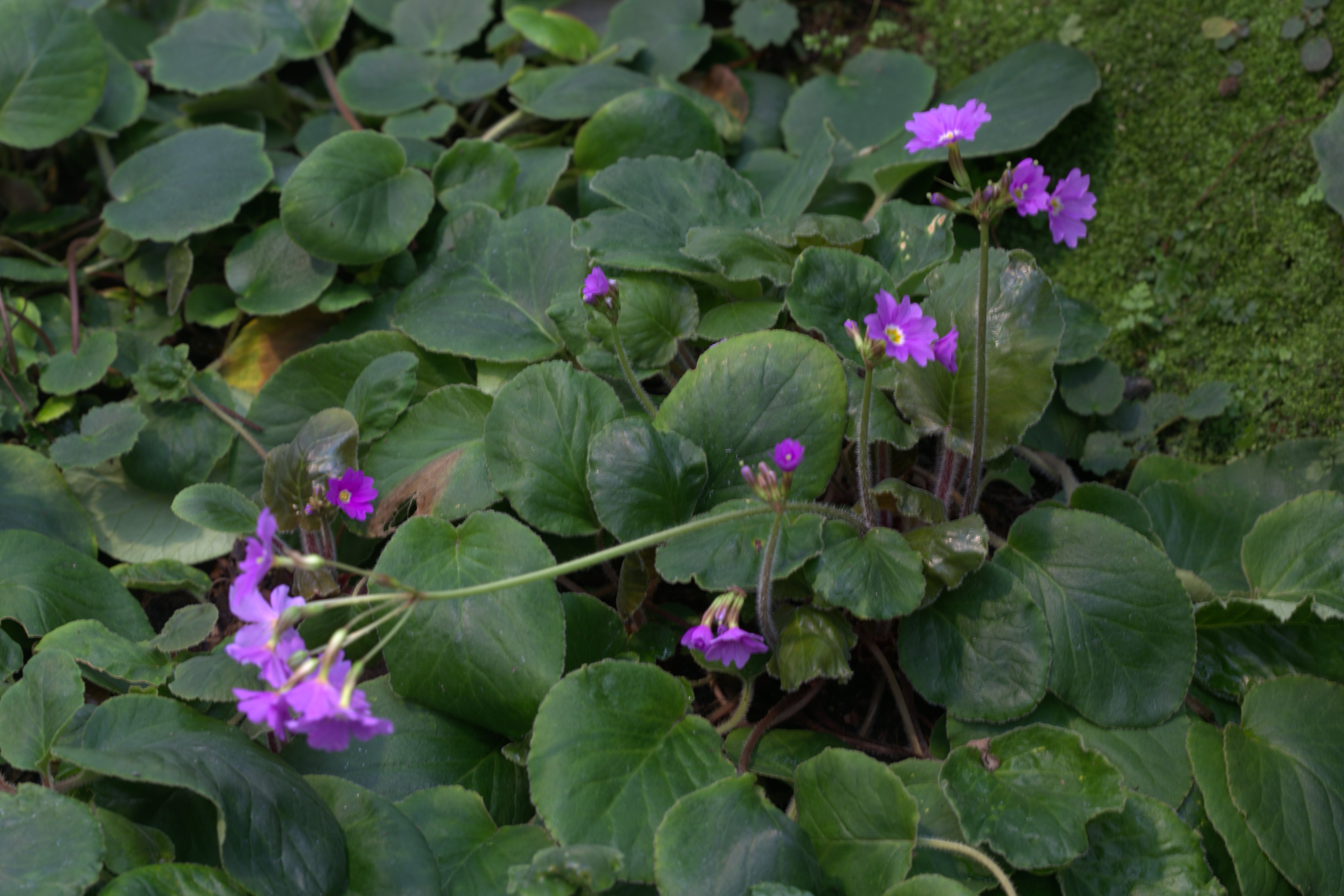